# 张光寅
张光寅（1932年—），男，浙江温岭人，中国固体物理学家，曾任南开大学教授、博士生导师，第六届全国人大代表。